# Lake Maratoto
Der Lake Maratoto ist ein See im Waipa District der Region Waikato auf der Nordinsel von Neuseeland.

## Geographie
Der Lake Maratoto befindet sich rund 5,6 km südlich der südlichen Stadtgrenze von Hamilton und knapp 3 km südwestlich des Hamilton Airport, der außerhalb der Stadt im Waipa District liegt. Der New Zealand State Highway 3 passiert den See an seiner Ostseite in einem Abstand von gut einem Kilometer.
Der 18 Hektar große und auf einer Höhe von 51,3 m liegende Lake Maratoto erstreckt sich über eine Länge von rund 735 m in Nordnordost-Südsüdwest-Richtung und misst an seiner breitesten Stelle rund 400 m. Der Umfang des Sees beträgt rund 2,1 km und seine maximale Tiefe 7,1 m.
Trotz seines Wassereinzugsgebiets von rund 88 Hektar, das im Jahr 2013 geschätzt wurde, sind keine direkten Zuläufe erkennbar. Die Entwässerung des Sees findet an seinem nordöstlichen Ende statt. Die Wässer fließen über einen kleinen Bach in den Mystery Stream, der später in den Waikato River mündet.
Mit einem pH-Wert von 5,4 ist das Wasser des Lake Maratoto, der sich im Privatbesitz befindet, sauer und torfhaltig, da die Westseite am äußeren Rand des Rukuhia-Torfmoores liegt.